# Teit Jørgensen
 Der er for få eller ingen kildehenvisninger i denne artikel, hvilket er et problem. Du kan hjælpe ved at angive troværdige kilder til de påstande, som fremføres i artiklen.

Teit Jørgensen (født 26. september 1947 i København) er en dansk fotograf og filmfotograf.
Teit Jørgensen blev født 26. september 1947 i København. Han har dannet par med filmklipper og model Lizzie Güldenløve Corfixen (11.01.1944-26.08.1988) og er far til skuespiller Liv Güldenløve Corfixen  (f. 13.01.1973)

## Uddannelse og karriere
Teit Jørgensen blev uddannet som stillfotograf i 1967 hos Jesper Høm, Delta Photos, og som filmfotograf på Den Danske Filmskole 1968-1970. I 1969 var Jørgensen second unit og stillfotograf på Jens Jørgen Thorsens Stille dage i Clichy (1970). Her mødte han jazzmusiker Elith ’Nulle’ Nykjær Jørgensen & trommeslager og lysmand Bent ’Bibo’ Nykjær Jørgensen. Samme år blev produktionsselskabet Flip Film Production grundlagt, stiftet af Teit Jørgensen, Elith ’Nulle’ Nykjær Jørgensen, Bent ’Bibo’ Nykjær Jørgensen, Jens Bodholdt & Per Mannstaedt.
Teit Jørgensens fotografiske produktion har to gennemgående temaer: rejsen til Mayalandet (Mexico) i 1971 og tilknytningen til Grønland. Foruden dette engagement har Jørgensen også i en årrække (1994-2015) stået for et stort antal film- og TV produktioner, først og fremmest dokumentarfilm, og har fra sin samling af stillfotos udgivet en serie fotobøger. Foreløbig er det blevet til tre af slagsen: A propos 60’erne (Edition Bløndal, 2020), En erindring om et besøg hos en lacandonfamilie (Edition Bløndal, 2021) og Da myndighederne sagde Stop (Edition Bløndal, 2022).
Teit Jørgensen, Per Kirkeby og Ib Michael rejste i 1971 til Mexico, Guatemala og Honduras for at udforske mayakulturen. Rejsen blev indledningen til et livslangt samarbejde mellem Teit Jørgensen og Per Kirkeby, der udmøntede sig i bøger, film og udstillinger. Jørgensen har produceret, filmet og instrueret en lang række dokumentarfilm, herunder hovedparten af Per Kirkebys film, bl.a. Aqqaluk Lynges og Per Kirkebys dokumentar fra Grønland Da myndighederne sagde stop (1972).
Teit Jørgensen har filmet og instrueret Dexter Gordon i Montmartre (1971), Fangerne på iskanten, fra Qaanaaq, Nordgrønland (1996), Sneslottet - Ib Michael i Tibet (1997), produceret koncertfilm med Bo Holten & Ars Nova (1991), Bo Holten & Musica Ficta (2015), arbejdet med Jørgen Leth på cykelfilmen En forårsdag i helvede (1977), co-filmet dokumentaren Drømmere om haitiske kunstnere (2002) og Det erotiske menneske (2010), som affødte en mediestorm.
Teit Jørgensen har været filmfotograf på en lang række TV2-produktioner som Fak2eren (1994-1998) og TV2 Dok (1998-2001), på TV-serier for BBC, bl.a. Conquistadors (2000), og CNBC (2009), haft opgaver for Regional TV, filmet for Grønlands Hjemmestyre og Det Svenske Filminstitut (sv), arbejdet som DR-freelance fotograf i en årrække, for DR og TV2 som fotograf for kongehuset og som producer ved dækningen af Tour de France (2005), har som stillfotograf illustreret bøger og tidsskrifter, fotograferet portrætter, mode, pladeforsider, produktfoto etc.
I år 2000 stiftede Teit Jørgensen produktionsselskabet TJ Film ApS.

## Rejsen til Mayalandet, Mexico
Teit Jørgensen, Per Kirkeby og Ib Michael rejste i 1971 til Mexico, Guatemala og Honduras for at udforske mayakulturen. Rejsen blev indledningen til Teits og Per Kirkebys livslange samarbejde, der udmøntede sig i bøger, film og udstillinger. Ekspeditionen Den gamle maya gjorde så stort indtryk på de tre rejsefæller, at det gav stof til kunstnerisk forarbejdning mange år frem:
Film:
Mayafolket - den gamle maya (1971), En erindring om et besøg hos en lacandonfamilie i regnskoven (1971), Den gamle maya og Erindring (YouTube 2018)
Bøger:
Mayalandet (Forlaget Rhodos 1973/1978), børnebogen Indianerliv i regnskoven (Borgens forlag 1973), Per Kirkeby, Under - dueblå himmel - grå skyer - hvide sejl ((Permild & Rosengren 1974), Rejsen, de aldrig kom hjem fra. Et essay om en ekspedition (Asger Schnack 2015, med omslag fra Eks-Skolens Trykkeri), En erindring om et besøg hos en lacandonfamilie (Edition Bløndal 2021)
Udstillinger:
Projektion (Louisiana Museum of Modern Art 1972), Maya-fotografier (Louisiana Museum of Modern Art 2002) ifm. en Per Kirkeby-udstilling (Det Kongelige Bibliotek erhvervede alle 27 fotografier), Rejsen de aldrig kom hjem fra (Galleri Tom Christoffersen 2015), Et Mayatempel på Læsø (Læsø Kunsthal 2018), Per Kirkeby / Arkitektur suppleret af Den gamle maya & Erindring (Musikhuset i Aars 2019), Expedición. Memorias de visita a una familia lacandona (Centro Fotográfico Manuel Álvarez Bravo, Oaxaca, México 2024-2025)

## Tilknytningen til Grønland
Teit Jørgensens tilknytning til Grønland har rødder langt tilbage. Teits morfar Regnar Vilhelm Gerhard Bentzen (1869-1950) var i 24 år distriktslæge i Grønland, fra Upernavik til Qaqortoq, og Teits mor, malerinden Merete Bentzen, blev født i Qaqortoq (Julianehåb). Familien flyttede til Danmark, da morens storebror var 11-12 år gammel. Teits forældre er Merete Bentzen og folkeskolelærer Torben Jørgensen. Teits onkel, Merete Bentzens bror, læge Poul Erik Bentzen, var senere blandt de omkomne, da M/S Hans Hedtoft på sin jomfrurejse til Grønland ramte et isbjerg og sank den 30. januar 1959. Teit var da 11-12 år gammel.
Film:
Teit Jørgensens og Per Kirkebys samarbejde udmøntede sig i mange film. Mest markant var Aqqaluk Lynges og Per Kirkebys dokumentar fra Grønland Da myndighederne sagde Stop (1972) om nedlæggelsen af kulminebyen Qullissat, der førte til tvangsflytning af dens befolkning. Spiren til den grønlandske løsrivelsesbevægelse var lagt. Filmens drivkraft var Aqqaluk Lynge, som i 1978 stiftede det politiske parti Inuit Ataqatigiit (dannet først som gruppe, i 1976).
Aasivik 77 (1980)  blev produceret af Flip Film, med støtte fra Aasivikfonden, og instrueret af grønlænderen Mike Siegstad. Dokumentaren skildrer genoplivningen af en gammel fangertradition, et inuit-sommerstævne i kulminebyen Qullissat, der blev lukket af myndighederne i 1972. Aasivik 77 var den første grønlandsfilm, der i nyere tid fik opmærksomhed i udlandet. Nabo til Nordpolen (1985) havde Mike Siegstad, Teit Jørgensen og Per Mannstaedt som instruktører. Filmen blev støttet af SFC, Grønlands Hjemmestyre og Udenrigsministeriet og havde musik af Rasmus Lyberth. Per Kirkeby havde i 1978 fået manuskriptstøtte til eksperimentalfilmen Ekspeditionen (1988), en lysbilledagtig serie om Danmark-ekspeditionens (1906-1908) medlemmers forsvinden i landskabet Peary Land (Nordøstgrønland). Samtidig blev Per Kirkebys dokumentarfilm Geologi - er det egentlig videnskab? (1980) optaget, med baggrund i smukke islandske, grønlandske og danske landskaber. Dokumentaren følger geologers feltarbejde i det nordligste Grønland med at registrere, indsamle og ordne, men først og fremmest iagttage. Uuttoq - Kaali på sælfangst (en film for børn, 1984) havde Tørk Haxthausen som manuskriptforfatter og instruktør. Fangerne på iskanten er fra Qaanaaq, Nordgrønland (1996) og produceret af Flip Film for TV2.
Bøger:
Per Kirkeby in Grönland, tekster fra Per Kirkebys grønlandsrejser, fotografier af Teit Jørgensen & Einar Gade-Jørgensen (BuchKunst Kleinheinrich, Münster, Deutschland 2017), Da myndighederne sagde Stop af Teit Jørgensen & Aqqaluk Lynge (Edition Bløndal, 2022)
Udstillinger:
Aasivik 77 og Qullissat Fotografier, Kulturhuset Katuaq, Nuuk (2017), Qullissat Fotografier, Forsamlingshuset Qassi (udsmykket med 21 malerier af Per Kirkeby, støttet af Statens Kunstfond), Aasiaat (2018), Per Kirkeby-plakat og mappe med 8 postkort, udsmykningen i Aasiaat, fotograferet af Teit Jørgensen, (2019), Qullissat Fotografier, Kulturhuset Inulik, Qeqertarsuaq / Disko (2019), Qullissat Fotografier, Kulturhuset Taseralik, Sisimiut (2019), 50-året for kulminebyen Qullissats nedlukning, fotoudstilling Qullissat Fotografier, lancering af Aqqaluk Lynges & Teit Jørgensens fotobog Da myndighederne sagde Stop (2022), fremvisning af filmen Da myndighederne sagde Stop (1972), Kulturhuset Katuaq, Nuuk (2022), Grønlandske Øjeblikke af Inuuteq Storch og Teit Jørgensen, Nordatlantens Brygge, København (2023)
Frimærker:
Frimærkeserien Musik i Grønland (6 frimærker i alt), skabt af den grønlandske kunstner Camilla Nielsen, udkom med sine tre første frimærker januar 2017. Første frimærke i serien har Teit Jørgensens foto af trommedans fra inuit-sommerstævnet Aasivik 1977 i Qullissat som forlæg. Seriens tre sidste frimærker udkom 22.10.2018, og igen var et af frimærkerne baseret på Teit Jørgensens foto, denne gang af Vaigat-musikeren Jens Hendriksen.

## Film- og TV produktioner
- 1968 Du skal ud hvor du ikke kan bunde. Dokumentar. Fotograf. Instruktør Kjeld Ammundsen, Produktion Sommerfilm/SFC[10]
- 1969 En film om tatoveringer [11] Dokumentar. Fotograf. Instruktør Nils Vest, Medvirkende Per Kirkeby, Musik Gunner Møller Pedersen, Bent Hesselmann, Lars Bisgaard. Produktion Den Danske Filmskole / 2008 restaureret af Nils Vest Film[10]
- 1969/1971 Dexter Gordon i Montmartre. Dokumentar. Producer, Fotograf, Instruktør Teit Jørgensen, Produktion Flip Film
- 1970 Stille dage i Clichy Spillefim. Second Unit Fotograf, Stillfoto. Instruktør, Manus Jens Jørgen Thorsen, Fotograf Jesper Høm, Medvirkende Paul Valjean, Wayne John Rodda, Avi Sagild, Maria Stenz, Françoise Hesselmann, Komponist Country Joe McDonald, Ben Webster, Papa Bues Viking Jazzband, Produktion SBA[10]
- 1970 Udsigt til i morgen Kort fiktion. Fotograf. Instruktør Ib Thorup, Manus Kirsten Thorup, Ib Thorup, Produktion Filmskolen[10]
- 1971 Mayafolket - den gamle maya Dokumentar, Super8. Fotograf. Instruktør, Klip, Produktion Per Kirkeby[10]
- 1971 En erindring om et besøg hos en lacandonfamilie i regnskoven Dokumentar, Super8. Fotograf. Instruktør, Klip, Produktion Per Kirkeby
- 1971 Borgerlig lykke Kort fiktion. Fotograf. Instruktør Ib Thorup, Manus Kirsten Thorup, Ib Thorup, Produktion Flip Film/SFC[10]
- 1971 Skæve dage i Thy Dokumentar. Instruktion, Co-fotograf. Instruktør Kjeld Ammundsen, Gregers Nielsen, Teit Jørgensen, Ebbe Preisler, Dino Raymond Hansen, Finn Broby, Produktion Sommerfilm[10]
- 1972 Gæsterne Eksperimentalfilm. Fotograf. Instruktør, Manus Per Mannstaedt, Produktion Flip Film[10]
- 1972 Forfatter med Kamera: Billeder med Nova 1-11. Kortfilm. Fotograf. Instruktør Kirsten Thorup, Produktion DR
- 1972 Tre piger og en gris [12] Eksperimentalfilm. Fotograf. Instruktør, Manus Per Kirkeby, Lene Adler Petersen, Ursula Reuter Christiansen, Elisabeth Therkelsen, Produktion Flip Film/SFC[10]
- 1972 Da myndighederne sagde stop [13] (om nedlæggelsen af den grønlandske kulmineby Qullissat) Dokumentar. Fotograf, Stillfoto. Instruktør, Manus Per Kirkeby, Aqqaluk Lynge, Produktion Flip Film/SFC/DR
- 1973 Det lille teater i Kongens Have Dokumentar. Fotograf. Instruktør Claus Weeke, Komponist Egon Aagaard, Produktion Claus Weeke Film/SFC
- 1973 So er Manna Hugsan (om Færøerne og EF) Dokumentar. Fotograf. Instruktør Rolf Guttesen, Lyd Aqqaluk Lynge, Produktion Flip Film[10]
- 1974 Fjernsynet sender underholdning Eksperimentalfilm. Fotograf. Instruktør, Manus Per Mannstaedt, Produktion Flip Film[10]
- 1974 Offentlige filmværksteder Dokumentar. Fotograf. Instruktør Per Mannstaedt, Manus Helle Munk, Produktion Flip Film[10]
- 1974 Prins Piwi Spillefilm for børn. Fotograf. Instruktør Flemming Quist Møller, Manus Flemming Quist Møller, Anders Refn, Teit Jørgensen, Thomas Winding, Produktion Klynk Film/DFI[10]
- 1975 Den termiske mannequin Dokumentar. Fotograf. Instruktør Annelise Hovmand, Manus Annelise Hovmand, Produktion Flip Film/SFC[10]
- 1975 Plutonium Eksperimentalfilm. Fotograf. Instruktør Hans Kragh-Jacobsen, Produktion Flip Film[10]
- 1975 Flere atomkraftværker [14] Dokumentar. Fotograf. Instruktør, Manus Per Mannstaedt, Lyd Niels Skousen, Helle Munk, Produktion Flip Film/SFC[10]
- 1975 Dejlig er den himmel blå Dokumentar. Co-fotograf. Instruktør, Manus Jon Bang Carlsen, Produktion Know How Film/SFC[10]
- 1975 Hyldemor i Saltlageret - en koncertoptagelse Dokumentar. Fotograf. Instruktør Niels Schwalbe, Lyd Sven Nørgaard, Produktion Niels Schwalbe (opr. optaget i farve / restaureret af Nils Vest, Ulrik Al Brask, Lise Mierca)[10]
- 1976 Inden vi vågner Dokumentar. Fotograf. Instruktør, Manus Lizzie Corfixen, Lyd Niels Skousen, Produktion Flip Film/SFC[10]
- 1976 Normannerne Spillefilm [15] Fotograf. Instruktør Poul Gernes, Per Kirkeby, Produktion Crone Film/DFI
- 1976 Paris Dimanche Kortfilm. Fotograf. Instruktør Claus Weeke, Produktion Secrétariat d`État Au Tourisme
- 1977 Svend Wiig Hansen i Nikolaj Kirke Portrætfilm / Dokumentar. Fotograf. Instruktør Keld Appel Hansen, Klip Janus Billeskov Jansen, Produktion Ebbe Preisler Film/SFC
- 1977 En forårsdag i helvede. Cykelløb Paris-Roubaix / Dokumentar. Co-fotograf. Instruktør, Manus Jørgen Leth, Produktion Sten Herdel Film/SFC[10]
- 1977 Christiania Dokumentar. Co-fotograf. Instruktør Ove Nyholm, Flemming Colstrup, Komponist Arne Würgler, Produktion Filmpol[10]
- 1977 Hellere rask og rig end syg og fattig Dokumentar for børn. Fotograf. Instruktør, Manus Jannik Hastrup, Jan Kragh-Jacobsen, Produktion Dansk Tegnefilm/SFC[10]
- 1977 Asger Jorn Portrætfilm / Dokumentar. Fotograf, Stillfoto. Instruktør, Manus Per Kirkeby, Komponist Asger Jorn, Jean Dubuffet, Produktion Kraka Film/SFC[10]
- 1977 Tríggir Varðar (om Færøernes forfattere William Heinesen, Christian Matras, Heðin Brú alias Hans Jacob Jacobsen) Kortfilm. Fotograf. Instruktør, Manus Eydun Johannessen, Idé: Róland Thomsen, Produktion TÓR-Film/SFC
- 1978 Dansk Energi Dokumentar. Fotograf. Instruktør, Manus Per Mannstaedt, Produktion Flip Film/SFC[10]
- 1978 Modellerne Dokumentar. Fotograf. Instruktør, Manus Lizzie Corfixen, Ditte Maria Wiberg, Anita Zobel, Produktion Flip Film/SFC[10]
- 1978 Vejen til byen Spillefilm. Fotograf. Instruktør Claus Wanscher, Jes Bonde, Preben Nygaard Andersen, Produktion Husfilm/Vejen til Byen/DOK-film//DFI[10]
- 1978 Hvem myrder hvem? Spillefilm. Fotograf, Lys. Instruktør Li Vilstrup, Manus Li Vilstrup, Charlotte Strandgaard, Komponist Savage Rose, Produktion Røde Øje/Dynamo Film[10]
- 1980 Thorvaldsen I. Eksperimentalfilm. Fotograf. Instruktør Per Kirkeby, Produktion Kraka Film[10]
- 1980 Carl Brummer Portrætfilm / Eksperimentalfilm. [16] [17] Fotograf. Instruktør Per Kirkeby, Produktion Kraka Film
- 1980 Geologi - er det egentlig videnskab? Dokumentar. [18] Fotograf. Instruktør Per Kirkeby, Produktion Kraka Film. Rekvirent: Undervisningsministeriet / SFC
- 1980 Aasivik 77 [19][9] (om en gammel genoplivet fangertradition: et inuit-sommerstævne i kulminebyen Qullissat) Dokumentar. Fotograf. Instruktør Mike Siegstad, Manus Mike Siegstad, Otto Gedionsen, Produktion Flip Film/SFC (med støtte fra Aasivikfonden)
- 1980 Barsebäck (Set fra Sverige). Dokumentar. Fotograf. Instruktør Cecilia Zadig, Produktion Flip Film/Svenska Filminstitutet[10]
- 1981 Kvæl slipsevældet Dokumentar. Produktion. Instruktør Kvindegruppe, Produktion KVINFO / Flip Film[10]
- 1982 Barluder Dokumentar. Fotograf. Instruktør, Manus Lizzie Corfixen, Lyd Niels Skousen, Produktion Flip Film/SFC[10]
- 1984 Byen indeni Eksperimentalfilm. Fotograf. Instruktør, Manus Uwe Bødewadt, Produktion DFI-Workshop[10]
- 1984 Panik Dokumentar. Fotograf. Instruktør Per Mannstaedt, Manus Per Mannstaedt, Helle Munk, Produktion Flip Film/SFC[10]
- 1984 Uuttoq - Kaali på Sælfangst Dokumentar for børn. Fotograf. Instruktør, Manus Tørk Haxtausen, Produktion Flip Film/SFC[10]
- 1985 Nabo til Nordpolen Dokumentar [20] Instruktion, Fotograf. Instruktør, Manus Mike Siegstad,Teit Jørgensen, Per Mannstaedt, Musik Rasmus Lyberth, Kaj Lyberth Uillut, Produktion Flip Film Production / Tusarliivik / Grønlands Hjemmestyre / Udenrigsministeriet / SFC. Rekvirent: Udenrigsministeriet / Grønlands Hjemmestyre
- 1986 Brazilian ball Dokumentar. Instruktion, Fotograf. Instruktør Teit Jørgensen, Christian Wohlert, Produktion Flip Film/DR
- 1986/1990 Kornvelting i Gásadali / Reinavelting i Gásadalur (om korndyrkning i en færøsk bygd) Dokumentar. Fotograf. Instruktør Rolf Guttesen, Produktion Flip Film / Ny Carlsbergfondet 1990
- 1987 Tjernobyl efteråret Dokumentar. Fotograf. Instruktør, Dan Säll, Manus Gorm Rasmussen, Produktion Jan Sabroe, Bent Erik Krøyer /SFC/DR[10]
- 1988 Vi hører til - buskmenneskers møde med den vestlige civilisation Dokumentar. Fotograf. Instruktør, Manus Arthur Krasilnikoff, Produktion Flip Film/DR[10]
- 1988 Ekspeditionen. Eksperimentalfilm [21] Fotograf. Instruktør, Manus Per Kirkeby, Komponist Henning Christiansen, Produktion Kraka Film/SFC
- 1990 Odsherredmalerne Dokumentarserie. Fotograf. Instruktør Lissen Dirckinck-Holmfeld, Produktion TV2 Øst
- 1990 Statens død Dokumentar. Fotograf. Instruktør, Manus Per Mannstaedt, Medvirkende Claus Colliander, Bertel Haarder, Michael Mathiesen, Flemming Brinck Habberstad, Produktion Flip Film/SFC[10]
- 1991 Fado - Lissabons sang Dokumentar. Fotograf. Instruktør Per Mannstaedt, Produktion TV2 Øst
- 1991 Mariavesper (Claudio Monteverdi) Koncertfilm. Producer, Co-fotograf. Dirigent Bo Holten, fremført af ARS NOVA, Produktion TV2 Øst
- 1993 Ingen tid til kærtegn Dokumentar. Fotograf. Producer Christina Buch, Produktion TV2
- 1994 Årstider i kongehuset: Margrethe II dronning af Danmark Dokumentarserie. Co-fotograf. Instruktør Jacob Jørgensen, Produktion JJ Film/TV2
- 1994-1998 Fak2eren. Dokumentarserie. Fotograf. Produktion Nordisk Film /TV2 Diverse
- 1996 Alternativ behandling Dokumentarserie. Fotograf. Producer Henrik Lindemann, Produktion Flip Film/DR
- 1996 Fangerne på iskanten (fra Qaanaaq, Nordgrønland) Dokumentar. Producer, Fotograf, Instruktør Teit Jørgensen, Produktion Flip Film/TV2
- 1996 Det moderne demokrati. Dokumentar. Fotograf. Instruktør, Manus Per Mannstaedt, Produktion Flip Film/EU
- 1996 Kongeskibet Dannebrog - Det flydende slot. Dokumentar. Co-fotograf. Instruktør Jacob Jørgensen, Produktion JJ Film/TV2
- 1996 Vi er Danmark. Dokumentar. Co-fotograf. Instruktør, Manus Jacob Jørgensen, Klip João Penaguião, Produktion JJ Film/TV2
- 1997 Sneslottet - Ib Michael i Tibet Dokumentar. Producer, Fotograf, Instruktør Teit Jørgensen, Produktion Flip Film/TV2
- 1997 Fejlemballeret af Vorherre Dokumentar. Fotograf. Instruktør Poul Martinsen, Produktion PM Film/TV2
- 1997 Hear The Sea Palle Mikkelborg Koncert. Producer, Fotograf. Produktion Flip Film/Toldkammeret
- 1997-1999 Reportageholdet (Dansk Dokumentar) Dokumentarserie. Fotograf. Produktion Nordisk Film/TV2 Diverse
- 1998 Fra Helge til Helene Dokumentar. Fotograf. Instruktør Poul Martinsen, Produktion PM Film/TV2
- 1998-2001 TV2 Dok. Dokumentarserie. Fotograf. Produktion Nordisk Film/TV2, Diverse
- 1999 Op på fars hat. Laterna Magica Film for børn. Fotograf. Instruktør Bolette Bonfils, Produktion Anemone Teatret
- 1999 Høje historier. TV-serie (1-4) / Dokumentarserie. Fotograf. Instruktør Poul Martinsen, Produktion PM Film ApS /DFI/TV2 & 2012: R-Film/DFI/DR
- 2000 Conquistadors. TV-serie (1-4) / Dokumentarserie. Co-fotograf. Instruktør Michael Wood, Produktion BBC UK
- 2000 Eigil Knuth - Billedhugger, forfatter, polarforsker Dokumentar. Fotograf. Instruktør Claus Heinberg, Manus Kent Allan Beck, Produktion Flip Film/DFI/DR[10]
- 2000 Kokken og konen TV-serie. Fotograf. Producer Mette Heide, Produktion Team Prod/DR
- 2000 Katleen på Korfu Dokumentar. Fotograf. Producer Søren Brauner, Produktion SFC/TV3
- 2000 Rejsen til i morgen. Laterna Magica Film for børn. Fotograf. Instruktør Thomas Malling, Produktion Anemone Teatret
- 2001 Os mennesker Dokumentarserie. Fotograf. Instruktør Poul Martinsen, Produktion PM Film/TV2
- 2002 Drømmere. Dokumentar [22] Co-fotograf. Instruktør, Manus Jørgen Leth, Produktion Mette Heide /DFI /Sunset Productions Inc., Bech Film
- 2002-2004 Mik Schacks Hjemmeservice. Tv-serie. Fotograf. Producer Rasmus Heide, Produktion DR, Diverse
- 2003 Fornemmelse for snyd. TV-serie (1-4) / Dokumentarserie. Fotograf. Instruktør Øjvind Kyrø, Produktion SFK/DR
- 2004 Magtens billeder: Den store gave. Dokumentar. Co-fotograf. Instruktør Stig Andersen, Medvirkende Poul Schlüter, Anker Jørgensen, Jens Kramer Mikkelsen, Michael Christiansen, Villo Sigurdsson, Mogens Lykketoft, Produktion SFK/DFI/DR
- 2004 Magtens billeder: Danmark for begyndere. Historien om lokalplan 219. Dokumentar. Co-fotograf. Instruktør Jørgen Flindt Pedersen, Produktion SFK/DFI/DR
- 2005 Tour de France 2005. Producer, Fotograf. Produktion DR
- 2005 Fyrtøjet. Laterna Magica Film for børn. Fotograf. Instruktør Thomas Malling, Produktion Det Danske Teater
- 2005 Finn og Jacob vender tilbage TV-serie. Co-fotograf. Instruktør Morten Lorentzen, Medvirkende Finn Nørbygaard, Jacob Haugaard, Produktion SFK/TV2
- 2006 Kulturkanon. DVD. Co-fotograf. Instruktør Lars Schouenborg, Produktion SFK / Kulturministeriet
- 2006 Project Rebirth (Ground Zero) TV-serie. Co-fotograf. Instruktør Jim Whitaker, Produktion Imagine Entertainment USA
- 2006 Maradona. LPS Dokumentar. Fotograf. Produktion TV2 Sporten
- 2008 De Hjemvendte Dokumentarserie. Fotograf. Idé Helle Lyster, Produktion Helle Lyster/DR
- 2008-2009 Vores første barn TV-serie / Reportage. Fotograf. Produktion Sand TV/TV2
- 2009 Animal Express Dokumentar. Co-fotograf. Produktion Parthenon Home Entertainment UK/Home Run, Apple Inc.
- 2009 The Good Entrepreneur. TV-serie / Dokumentar. Co-fotograf. Producer Bernadine Lim, Produktion CNBC UK
- 2009 Julie, Maria og spisedjævlen TV2 Dok / Dokumentar. Fotograf. Producer Nina Baram, Produktion Koncern/TV2
- 2010 Det ny Montmartre Dokumentar. Fotograf. Produktion TJ Film
- 2010 Det erotiske menneske Spillefilm [23] Co-fotograf. Instruktør, Manus Jørgen Leth, Produktion Zentropa/DFI[10]
- 2005-2011 De unge mødre Dokumentarserie. Fotograf. Produktion Sand TV/Kanal 4
- 2011 Ugen hvor kvinderne byttede mænd TV-serie. Fotograf. Produktion Nordisk Film/TV2
- 2012 Fristad i frigear Dokumentarserie. Co-fotograf. Instruktør Sami Saif, Produktion R-Film//DFI/DR
- 2012 Orkestergraven Koncertfilm. Fotograf. Instruktion Martin Schmidt, Musik Bo Gunge, Libretto Anne-Marie Vedsø Olesen, Produktion Den Fynske Opera/Vibeke Winding Film
- 2012 1.C (på Rungsted Gymnasium) TV-serie / Reportage (1-8). Co-fotograf. Produktion Sand TV/TV2
- 2013 Forfulgt TV-serie / Dokumentar (1-5). Co-fotograf. Produktion Strix TV/TV3
- 2013 Vild med Allan Dokumentar. Fotograf. Medvirkende Allan Simonsen, Producer Mikkel Bjørnskov-Bartholdy, Produktion DR
- 2015 Forført af en svindler TV-serie / Reportage (Sæson 1). Co-fotograf. Produktion Sand TV/DR
- 2015 Gesualdo Madrigals Koncertfilm. Producer, Fotograf. Komponist Carlo Gesualdo, Dirigent Bo Holten, fremført af Musica Ficta, Produktion TJ Film
- 2017 Knebel - Stense Andrea Lind-Valdan i Banja Rathnov Galleri og Kunsthandel 2017 [24] Dokumentar. Instruktør, Fotograf, Redigering, Produktion TJ Film
- 2017 Surfing - Al Masson i Banja Rathnov Galleri og Kunsthandel 2017 [25] Dokumentar. Instruktør, Fotograf, Redigering, Produktion TJ Film
- 2018 Fairy Tales - Marianne Engberg i Banja Rathnov Galleri og Kunsthandel [26] Dokumentar, Instruktør, Fotograf, Redigering, Produktion TJ Film
- 2018 Mayafolket - den gamle maya og En erindring om et besøg hos en lacandonfamilie i regnskoven. Dokumentar, Super8. Fotograf, Redigering. 1971 filmede Teit Jørgensen og Per Kirkeby disse to film på rejsen til Mayalandet. Klip, Produktion Per Kirkeby. 2018-redigering: Teit Jørgensen har sammenføjet disse to film til én lang episk fortælling (YouTube 2018)

## Bøger
- 1968 Aktion ved Venedig Biennalen 1968. Fotoserie / diverse bøger, Fotograf Medvirkende Jørgen Nash, Jens Jørgen Thorsen fra Drakabygget Bauhaus Situationiste
- 1973/1978 Per Kirkeby & Ib Michael, fotografier Teit Jørgensen: Mayalandet (Forlaget Rhodos 1973/1978)
- 1973 Teit Jørgensen, Per Kirkeby, Ib Michael: børnebogen Indianerliv i regnskoven (Borgens Forlag 1973)
- 1974 Per Kirkeby & Teit Jørgensen: Per Kirkeby, Under - dueblå himmel - grå skyer - hvide sejl (Permild & Rosengreen 1974)
- 1976 Perspektivet, en digtsamling af Per Kirkeby (Borgens Forlag 1976), Omslag: Per Kirkeby med hjælp fra Torkil Funder og Teit Jørgensen [27]
- 1990 Teit Jørgensen & Asger Schnack: Per Kirkeby - sten, papir, saks [28] (Hans Reitzels Forlag 1990)
- 1991 Teit Jørgensen & Asger Schnack: Per Kirkeby, stein papier, schere [29] Nº 7 in der Reihe KIRKEBY BEI KLEINHEINRICH (BuchKunst Kleinheinrich, Münster, Deutschland 1991)
- 1992 Fotografer fotograferer billedkunstnere (Galleri Image, Aarhus 1992)
- 1998 Martin Erik Andersen et al.: Stedet II - Et projekt om fremtidens udsmykninger - hvor og hvordan? (Statens Kunstfond, Udsmykningsudvalget 1998)
- 1999 Andreas Jürgensen, Karsten Ohrt, Jørgen Leth: Billeder fra Haiti / Images from Haiti - Jørgen Leth’s Collection (Kunsthallen Brandts Klædefabrik 1999)
- 2015 Asger Schnack: Rejsen, de aldrig kom hjem fra. Et essay om en ekspedition. Om Teit Jørgensen, Per Kirkeby og Ib Michaels ekspedition til Mayalandet i 1971. Med fotografier af Teit Jørgensen. Omslag: Eks-Skolens Trykkeri ApS (96 sider)
- 2017 Tekster fra Per Kirkebys grønlandsrejser, fotografier af Teit Jørgensen & Einar Gade-Jørgensen: Per Kirkeby in Grönland [30] Nº 8 in der Reihe KIRKEBY BEI KLEINHEINRICH (BuchKunst Kleinheinrich, Münster, Deutschland 2017)
- 2020 Teit Jørgensen: A propos 60’erne [31] (Edition Bløndal, 2020)
- 2021 Teit Jørgensen: En erindring om et besøg hos en lacandonfamilie [32] (Edition Bløndal, 2021)
- 2022 Teit Jørgensen & Aqqaluk Lynge: Da myndighederne sagde Stop [33] (Edition Bløndal, 2022)
- 2025 SKOTTE MANIA, udgivet ifm. mindeudstillingen Wiliam Skotte Olsen 80 år (08.03.-27.04.2025), Bispegården, Kalundborg. Med 10 fotografier af Teit Jørgensen. (Idé og projekt: Cem á Hólum & Annegrethe Davis, Davis Gallery Contemporary Art)

## Udstillinger
- 22.01.-14.02.1972: Projektion (film, video, fotos og dias af 75 kunstnere), Louisiana Museum of Modern Art, Humlebæk
- 19.04.-12.05.1991: Fotografer fotograferer billedkunstnere, Image - Fotografisk Galleri, Aarhus Kunstbygning
- 14.03.-05.04.1992: Fotografer fotograferer billedkunstnere, Rundetårn, København
- 1992: Per Kirkeby Fotografien, Kunstsammlung Nordrhein-Westfalen, Düsseldorf, Deutschland
- 2002: Per Kirkeby - 122x122, Maleri på Masonit 1963-1978 & Teit Jørgensen, Maya-fotografier (et særskilt rum med 27 fotografier fra rejsen til Mayalandet, Det Kongelige Bibliotek erhvervede siden alle 27 fotografier), Louisiana Museum of Modern Art, Humlebæk
- 17.08.-06.10.2011: Teit Jørgensen, Verdens Ende (Bruce Chatwin’s fodspor i Patagonien 1974-1975), Det Nationale Fotomuseum, Den Sorte Diamant / Det Kongelige Bibliotek, København
- 30.03.-28.04.2012: Teit Jørgensen, W.S.O. 24.04.1966, Galleri Tom Christoffersen, København
- 2012: Teit Jørgensen & Jan S. Hansen, Into the Silent Land, Shibboleth / Claus Carstensens Showroom, København
- 17.08.-15.09.2012: Teit Jørgensen, Snapshots & Stills, Galleri Tom Christoffersen, København
- 2013: Fotoudstilling med fotograferne Teit Jørgensen og Roger Ballen, Læsø Kunstforening, Luddes Hus, Byrum, Læsø (i samarbejde med Galleri Tom Christoffersen, København)
- 25.10.-23.11.2013: Fotografiet bag bogen: Under dueblå himmel, grå skyer, hvide sejl [34] Per Kirkeby & Teit Jørgensen, Galleri Tom Christoffersen, København
- 25.09.-17.10.2015: Teit Jørgensen, Rejsen de aldrig kom hjem fra / The Journey From Which They Never Returned, Galleri Tom Christoffersen, København
- 03.10.2015-17.01.2016: Bastard, Claus Carstensens samling, Esbjerg Kunstmuseum
- 17.06.-20.08.2016: Teit Jørgensen & Ole Brask, Jazzlegender [35] Banja Rathnov Galleri og Kunsthandel, København
- 13.01.-04.02.2017: Photography, gruppeudstilling med Thomas Bangsted, Roger Ballen, Claus Carstensen, Gudrun Hasle, Teit Jørgensen, Jacob Kirkegaard, Susanne Mertz, Clémentine Schneidermann, Jeffrey Silverthorne, Morten Søkilde, Morten Søndergaard, Ricard Winther, Galleri Tom Christoffersen, København
- 06.-29.04.2017: Teit Jørgensen, Fotografens Blik [36] Banja Rathnov Galleri & Kunsthandel, København
- 18.08.-30.09.2017: Deltafotograferne - dengang i 60’erne, [37] Banja Rathnov Galleri & Clausens Kunsthandel, København
- 11.10.2017: Dokumentaren Aasivik 77 (1980) & Qullissat Fotografier, Kulturhuset Katuaq, Nuuk, Grønland
- 23.11.-22.12.2017: Ex Cathedra, gruppeudstilling med Andreas Albrectsen, Eric Andersen, Roger Ballen, Thomas Bangsted, Peter Bonnén, Claus Carstensen, Jesper Christiansen, Franciska Clausen, John Davidsen, Gudrun Hasle, Kasper Heiberg, Robert Jacobsen, Klaus Thejll Jakobsen, Kirsten Justesen, Teit Jørgensen, Per Kirkeby, Jacob Kirkegaard, Erik Liljenberg, Marie Søndergaard Lolk, Peter Louis-Jensen, Vilhelm Lundstrøm, Vivian Maier, Evgeny Makarov, Sonja Ferlov Mancoba, Henrik Menné, Susanne Mertz, Richard Mortensen, Knud Odde, Dan Schein, Clémentine Schneidermann, Galleri Tom Christoffersen, København
- 2017: Six Decades of Grand Potlatch, gruppeudstilling, Claus Carstensens Showroom, København
- 2018: Qullissat Fotografier, Forsamlingshuset Qassi (udsmykket med 21 malerier af Per Kirkeby, støttet af Statens Kunstfond), Aasiaat, Grønland
- 09.02.-27.05.2018: Teit Jørgensen, Stemninger uden ord, Phototek, Esbjerg, i samarbejde med Banja Rathnov, Clausens Kunsthandel og Galleri Tom Christoffersen, København
- 2018: Per Kirkeby, Et Mayatempel på Læsø, fotografier Teit Jørgensen, Læsø Kunsthal, Østerbyhavn
- 11.02.2019: Lancering af Per Kirkeby-plakat & mappe med 8 postkort, fotograferet af Teit Jørgensen, fra udsmykningen i Aasiaat, Grønland
- 11.02.2019: Boglancering, Per Kirkeby / Arkitektur, illustreret med fotografier af Teit Jørgensen (Thomas Bo Jensen, Edition Bløndal, 2019), Koncert & Film: musikalske arkitekturer for piano af Brahms, Britten, Nørgaard, Schedrin fremført af Elisabeth Holmegaard Nielsen på en baggrund af Per Kirkeby og Teit Jørgensens to film Den gamle maya & Erindring, Musikhuset i Aars 2019
- 11.10.2019, Kulturnatten 2019: Per Kirkeby & Teit Jørgensen, filmen ’Thorvaldsen’, [38] Den Kongelige Afstøbningssamling, København
- 2019: Qullissat Fotografier, Kulturhuset Inulik, Qeqertarsuaq/Disko, Grønland,
- 2019: Qullissat Fotografier, Kulturhuset Taseralik, Sisimiut, Grønland
- 23.03.-15.09.2019: Bevidst Koks - Wiliam Skotte Olsen, fotografier Teit Jørgensen, Heart / Herning Museum of Contemporary Art
- 08.10.-11.12.2022, 50-året for kulminebyen Qullissats nedlukning: fotoudstilling Qullissat Fotografier, lancering af Aqqaluk Lynges & Teit Jørgensens fotobog Da myndighederne sagde Stop (2022) og fremvisning af filmen Da myndighederne sagde stop (1972) [39] Kulturhuset Katuaq, Nuuk
- 11.02.-29.05.2023: Inuuteq Storch & Teit Jørgensen, Grønlandske Øjeblikke [40] [41] [42][43] Nordatlantens Brygge, København
- 29.11.2024-31.01.2025: Teit Jørgensen, Expedición. Memorias de visita a una familia lacandona,[44] fotografier fra Per Kirkeby, Ib Michael og Teit Jørgensens ekspedition Den Gamle Maya, Centro Fotográfico Manuel Álvarez Bravo, Oaxaca, México, Udstillingen er støttet af Statens Kunstfond og Grosserer L.F. Foghts Fond
- 30.01.2025: Teit Jørgensen, Teit Jørgensens Jazzfotos på Jazzcentret, [45] [46] Center for Dansk Jazzhistorie, Aalborg

## Frimærker
2017-2018: Frimærkeserien Musik i Grønland (6 frimærker i alt), skabt af den grønlandske kunstner Camilla Nielsen, udkom med sine tre første frimærker januar 2017. Første frimærke i serien har Teit Jørgensens foto af trommedans fra inuit-sommerstævnet Aasivik 1977 i Qullissat som forlæg. Seriens tre sidste frimærker udkom 22.10.2018, og igen var et af frimærkerne baseret på Teit Jørgensens foto, denne gang af Vaigat-musikeren Jens Hendriksen.

## Repræsenteret på
- Stedelijk Museum, Amsterdam
- Det Nationale Fotomuseum, Den Sorte Diamant / Det Kongelige Bibliotek, København
- Sct. Hans Hospitals Museum, Roskilde
- Solgt til Novo Nordisk A/S
- Solgt til Nordea Danmark

## Hæder
Fem af Teit Jørgensens dokumentarfilm er med på Det Danske Filminstituts liste over de 100 bedste danske dokumentarfilm gennem tiderne 
Per Kirkeby skriver i essayet Fotografen om ’at fastholde processens almindelighed’:
... Forstår fotografen dette, bliver hans billeder hverken platte eller demonstrativt tilbydende (…). Billederne får den klare redegørelse for udstrækninger og rum, figurer og størrelser, den rolige klarhed som bliver erindringens og stedernes magi. (…) Meget få fotografer når denne indsigt i simpelheden, de fleste frygter den faktisk (…). Men ud af den fotografiske dokumentation, denne simpelhed, vokser stemninger uden ord. Tænk det lader sig se. Teit Jørgensen er en dansk fotograf der har disse kvaliteter. Hans billeder er ikke demonstrative, men de viser at dette lader sig se. Hans billeder har denne rolige udstråling.
Teit Jørgensen er også filmfotograf og som sådan er han næsten mere enestående. (…) Teit Jørgensen har som filmfotograf fattet den grundlæggende simpelhed, som gør filmen til et billedkunstnerisk sted, uden for litteraters og cineasters fatteevne.’ - Per Kirkeby